# Eudule rufithorax
Eudule rufithorax är en fjärilsart som beskrevs av W. Warren 1905. Eudule rufithorax ingår i släktet Eudule och familjen mätare. Inga underarter finns listade i Catalogue of Life.